# 本土新聞
《本土新聞》（英語：Local Press），是香港本土派網絡傳媒，於2014年4月25日推出，由一群平均年資超過20年的香港傳媒工作者組成。創辦人及前社長為區惠蓮，總編緝梁錦祥，現任社長為劉子禮（Joel Lau）。

## 概述
本土新聞由2016年起，主要報道法庭政治新聞（例如旺角警民衝突），專訪本土派抗爭者（例如梁天琦、梁頌恆 ），刊載旺角示威者獄中書信，刊登本土派作家文章。此外，本土新聞亦多次主辦或合辦論壇，又於網上直播節目  。

## 營運
在營運上，本土新聞在艱苦中營運，由於資源緊張，現在他們的編輯室的工作人員都已經半義務承擔工作，自称“背後沒有金主“，資金來源是靠民眾捐款。

## 事件

### 被立法會保安阻入立法會採訪
2014年6月20日早上，香港立法會保安阻止《本土新聞》記者曾焯文進入立法會採訪，而所謂的理由是「有議員投訴你哋唔係傳媒。」當曾焯文追問是哪位議員，保安卻支吾以對，最後曾焯文被人強行帶走。
同日下午，香港時事評論員陳雲就這事作出批評：「離地賣港的議員，怕本土怕到要死！」。

### 總編輯遭警察拘捕
2014年11月20號，《本土新聞》總編緝梁錦祥因為遭香港香港警察以「懷疑策劃衝擊行動（衝擊立法會事件）」為由拘捕到觀塘警署，之後轉送到中區警署，而所謂的罪名是「涉嫌刑事毀壞」。
2014年11月21號凌晨，《本土新聞》發表啟事澄清梁錦祥並無策劃立法會大樓衝擊行動的事，當日他只有履行採訪職務。
梁錦祥遭警方拘捕之後，《本土新聞》翻譯主任曾焯文認為梁錦祥遭警方拘捕，可能與社民連前主席陶君行旗下的網媒「香港花生」的一篇老屈文章有關。「香港花生」曾經於2016年11月19日以《熱血新聞，四圍昆人》為題刊登文章，而這篇文章裡面附有梁錦祥在立法會衝撃現場附近採訪的相片，並且說梁錦祥「尋晚（2016年11月18號）突然出現喺立法會停車場同金鐘佔領區大台附近（衝突地點），整個過程中，猶如監軍，親自督戰」。 
2014年11月22號，《本土新聞》發表譴責聲明，譴責警方在毫無證據下的濫權行為。《本土新聞》透過這個聲明指出，當日梁錦祥是代表《本土新聞》履行採訪職務，他身上亦佩戴了國際記者證，他又有將現場的消息及相片即時傳送給《本土新聞》編輯室。《本土新聞》又透過這個聲明對於這件事發生之後，多間傳媒報導這件事不盡不實，沒人將事件聚焦於警方的無理拘捕，反而對涉嫌策劃的事捕風捉影，繪形繪聲，有幫助政府維穩的嫌疑表示遺憾。《本土新聞》再透過這個聲明指出警方於這件事發生之前，已經限制記者採訪雨遮革命的佔領區，甚至在旺角佔領區驅逐國際戰地記者，於世界出醜。《本土新聞》最後透過這個聲明促請警方尊重新聞自由及對他們的濫權行為道歉。

### 遭拒絕進入立法會參選人簡介會採訪
2014年8月2日，香港選舉事務處新聞主任拒絕《本土新聞》等網絡傳媒記者進入選舉管理委員會舉行的立法會參選人簡介會採訪，其中的原因是他們未獲邀請、未有登記，《本土新聞》記者要求新聞主任提供邀請名單，問可不可以即場登記及登記程序是怎樣，但是新聞主任卻不理問題，嚴重干預記者正常採訪。8月3日，香港記者協會發表聲明，對於再拒絕受《本土新聞》等網媒採訪表示不滿，認為做法不合情不合理。記協說他們已經就這件事去信政府新聞處處長及選舉管理委員會主席，批評政府長期以來歧視網絡傳媒的政策，明顯有違新聞自由，亦與政府鼓勵創新科技的大政策不相符，要求政府確認網絡傳媒認可地位，保障市民的新聞自由。

### 營運資金不足，面臨停刊
2017年1月25日，《本土新聞》社長區惠蓮發出公告，稱如在2月底前無法籌得足以支持網站營運下去的資金，《本土新聞》將會停刊。公告指他們仍希望盡全力挽救：「《本土新聞》能不能走下去，我們還是和讀者一起決定。」

### 公司易手
2017年3月1日，《本土新聞》易手，創辦人兼社長區惠蓮退出本土新聞有限公司，由劉子禮入股公司並出任社長一職。

### 記者直播期間被捕
2019年10月2日晚上，《本土新聞》記者彭沛賢在直播反對《逃犯條例》相關示威期間被警方拘捕，在九龍油麻地警署被通宵扣留。國際記者組織保護記者委員會發文稿譴責事件。

## 評價
- 2014年6月，香港泛民主派政黨工黨立法會議員何秀蘭表示：「以《本土新聞》編輯喺城市論壇嘅表現（2014年6月8號曾焯文同李卓人喺嗰個節目針鋒相對），難以相信成員有傳媒操守」。[16]

- 2016年7月6日，香港本土派政黨本土民主前線於他們的Facebook專頁表示：「本土新聞配圖最近好正‬」。[17]

## 外部連結
- Facebook頁面（页面存档备份，存于）